# Карлос Ледер
Карлос Ледер (енгл. Carlos Enrique Lehder Rivas; Арменија, Колумбија, Колумбија, 7. септембар 1949)  јесте колумбијски и њемачки нарко-бос, један од оснивача озлоглашеног картела "Медељин". Рођен је у Колумбији, отац му је био Немац, а мајка Колумбијка. Сматра се да је он први нарко-бос којег је влада Колумбије изручила Сједињеним Државама, након чега је уследио талас екстрадиција криминалаца из земаља Латинске Америке махом у руке правосуђа Сједињених Америчких Држава.

## Долазак у САД и почетак криминалне каријере
Породица Ледер емигрирала је из Њемачке у Колумбију 1928. године, Карлосов отац - Клаус Вилхелм, упознавши Хелену Ривас, променио је име у Гиљермо, њих двоје имали су четири сина, трећи рођени био је Карлос. Породица Ледер била је власник преноћишта, које је било центар окупљања њемачких емиграната у Колумбији. Када је Карлос имао 15 година, његови родитељи су се развели, те се тако Карлос преселио у САД са мајком, у Њујорк.
Карлос је убрзо напустио школу, како се наводи радо је читао дјела Никола Макијавелија и Хермана Хесеа, са "посебном заинтересованошћу" за Хитлерово дело Мајн Кампф.
Ледер је почео са крађом аутомобила и шверцом истих у Колумбију, са 24 године завршио је курс за пилота, што му је помогло при кријумчарењу Марихуане између САД и Канаде. Служећи казну у Федералном затвору у Конектикату због поменутих кривичних дела, упознао је Џорџа Јунга, са којим се након затвора посветио кријумчарењу великих количина Кокаина из Мексика у САД. Убрзо је почела и експанзија тржишта кокаина у САД, па су тако Ледер и пријатељи стекли огромно богатство, управо овај "успех" био је разлог зашто је Карлос Ледер у полицијским круговима постао познат као "Хенри Форд кокаина"

## Успон и пад
Седамдесетих година дошло је до краја пријатељства и замрзавања односа на релацији Ледер-Јунг, понајвише због тога што је Ледер радио самостално без Јунговог знања, купио је чак и острво на Бахамима које му је служило као база за његове даље акције. Џорџ Јунг је наставио радити са Паблом Ескобаром, док је Ледер наставио радити на поменутом острву, које је убрзо постало центар илегалног транспорта кокаина који се протезао широм света. Острво је било обезбеђено готово свим могућим мерама, на врхунцу моћи, Ледеру је дневно пристизало и до 300 килограма кокаина. ДЕА је имала сазнања о Ледеру и његовим акцијама, па је у здруженој операцији са полицијом Бахама упала на острво 1981. године и запленила сву имовину, срушивши тако све што је Ледер до тада стекао својим криминалним деловањем.
Ледер је био принуђен вратити се у Колумбију, земљу његовог рођења, помагао је сиромашне, донирао одређена средства родном граду и чак поклонио колумбијској влади авион. 19. новембра 1981. године Ледера је отела група криминалаца повезана са герилским покретом "19. Април", приликом отмице рањен је у ногу. 
Следећи пример Пабла Ескобара који је био посланик у колумбијском парламенту и Ледер је кренуо пут политике. Након доласка Белисарија Бентанкура на место председника Колумбије и Ледер је основао сопствену партију под називом Национални Латински Покрет (шпан. Movimiento Cívico Latino Nacional), који је подржао рад новоизабраног председника, тим прије што је председник Бентанкур амнестирао један дио криминалаца, пружајући тако могућност Ледеру да легализује своју нелегално стечену имовину. Управо тада екстрадиција почиње да буде актуелна тема у колумбијским круговима, тужилац из САД, Роберт Меркл, презентовао је случај Карлоса Ледера Врховном суду Колумбије, који је убрзо изручење и потврдио, уз потребну дозволу председника Бентанкура. Првобитно жестоки противник изручења грађана Колумбије било којој страној земљи, председник Белисарио Бентанкур, мишљење је променио након суровог убиства колумбијског Министра правде, Родрига Лара Бониље, те је Карлос Ледер био први на листи за изручења Сједињеним Државама.

## Суђење и издржавање казне
Влада САД представила је Ледерово хапшење као велики ударац задат картелу "Медељин", те искористила Ледера као велики извор информација о тајнама картела. Након изручења и прије саме пресуде Ледер је био притворен у затвору у Џексонвилу у савезној држави Флорида. Пресуда је изречена 1988. године, осудивши Ледера на доживотни затвор, без права помиловања, плус додатних 135 година, што је била јасна порука осталим члановима картела чије је изручено било спремно.
1992. године Ледер је пристао сведочити против Мануела Норијеге, а заузврат његова казна је смањена на 55 година. Након бројних жалби, чак и апелација Врховном суду САД, Ледер је пребачен у затвор са минималном заштитом на Флориди, имао је могућност породичне посете и коришћења рачунара. 2022. године Ледер је пуштен на слободу и предат је њемачким властима у Франкфурту, након бројних молби његове кћерке, као разлог пуштања наводи се тешко здравствено стање у којем се Карлос Ледер налази, изазвано раком простате.

## У популарној култури
- У филму Бели прах лик Дијега Делгада (којег тумачи Жорди Мола), базиран је на Карлосу Ледеру
- У Нетфликсовој мини-серији Наркос лик Карлоса Ледера тумачи канадски глумац Хуан Ридингер
- У филму "Произведено у Америци", његов лик тумачи Фреди Јејт Ескобар.